# Правильный многоугольник
Пра́вильный многоуго́льник — выпуклый многоугольник, у которого равны все стороны и все углы между смежными сторонами.
Определение правильного многоугольника может зависеть от определения многоугольника: если он определён как плоская замкнутая ломаная, то появляется определение правильного звёздчатого многоугольника как невыпуклого многоугольника, у которого все стороны между собой равны и все углы между собой равны.

## Связанные определения
Центром правильного многоугольника называется его центр масс, совпадающий с центрами его вписанной и описанной окружностей.
Центральным углом правильного многоугольника называется центральный угол его описанной окружности, опирающийся на его сторону. Величина центрального угла правильного {\displaystyle n}-угольника равна {\displaystyle {\frac {2\pi }{n}}}.

## Свойства

### Координаты
Пусть {\displaystyle x_{C}} и {\displaystyle y_{C}} — координаты центра, а {\displaystyle R} — радиус описанной вокруг правильного многоугольника окружности, {\displaystyle {\phi }_{0}} — угловая координата первой вершины относительно центра, тогда декартовы координаты вершин правильного n-угольника определяются формулами:
{\displaystyle x_{i}=x_{C}+R\cos \left({\phi }_{0}+{\frac {2\pi i}{n}}\right)},
{\displaystyle y_{i}=y_{C}+R\sin \left({\phi }_{0}+{\frac {2\pi i}{n}}\right)},
где {\displaystyle i} принимает значения от {\displaystyle 0} до {\displaystyle n-1}.

### Размеры

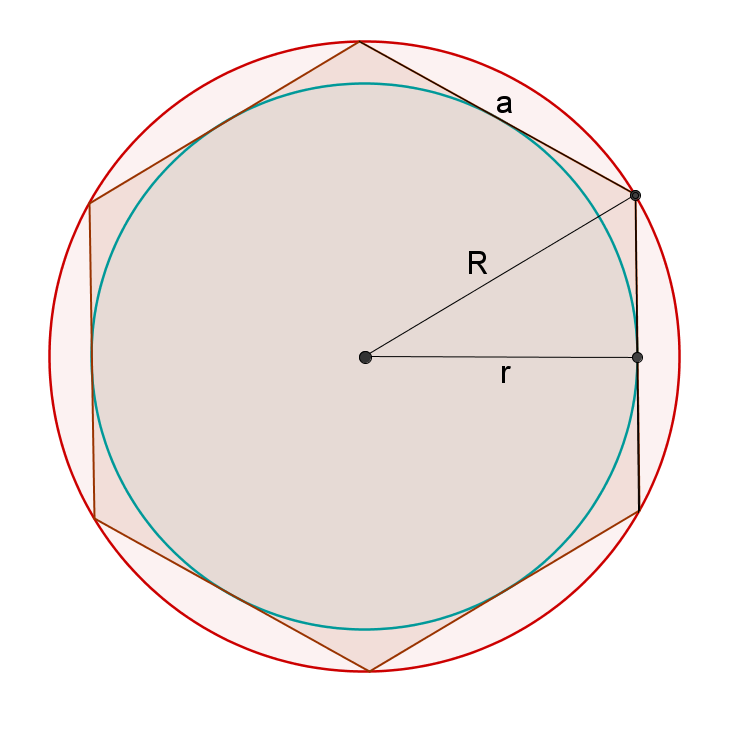
Правильный многоугольник, вписанный и описанный около окружности

Если {\displaystyle R} — радиус описанной вокруг правильного многоугольника окружности, тогда радиус вписанной окружности равен:
{\displaystyle r=R\cos {\frac {\pi }{n}}},
а длина стороны многоугольника равна
{\displaystyle a=2R\sin {\frac {\pi }{n}}=2r\mathop {\mathrm {tg} } \,{\frac {\pi }{n}}}.

### Площадь
Площадь правильного многоугольника с числом сторон {\displaystyle n} и длиной стороны {\displaystyle a} составляет:
{\displaystyle S={\frac {n}{4}}\ a^{2}\mathop {\mathrm {} } \,\operatorname {ctg} {\frac {\pi }{n}}}.
Площадь правильного многоугольника с числом сторон {\displaystyle n}, вписанного в окружность радиуса {\displaystyle R}, составляет:
{\displaystyle S={\frac {n}{2}}R^{2}\sin {\frac {2\pi }{n}}}.
Площадь правильного многоугольника с числом сторон {\displaystyle n}, описанного вокруг окружности радиуса {\displaystyle r}, составляет:
{\displaystyle S=nr^{2}\mathop {\mathrm {tg} } \,{\frac {\pi }{n}}}
Площадь правильного многоугольника с числом сторон {\displaystyle n} равна:
{\displaystyle S={\frac {nra}{2}}={\frac {1}{2}}Pr},
где {\displaystyle r} — радиус вписанной окружности многоугольника, {\displaystyle a} — длина его стороны, а {\displaystyle P} — его периметр.

### Периметр
Если нужно вычислить длину стороны {\displaystyle a_{n}} правильного n-угольника, вписанного в окружность, зная длину окружности {\displaystyle L} можно вычислить длину одной стороны многоугольника:
{\displaystyle a_{n}=\sin {\Big (}{\frac {\pi }{n}}{\Big )}\cdot {\frac {L}{\pi }}}.
Периметр {\displaystyle P_{n}} равен:
{\displaystyle P_{n}=a_{n}\cdot n},
где {\displaystyle n} — число сторон многоугольника.

## Свойства диагоналей правильных многоугольников
Максимальное количество диагоналей правильного {\displaystyle n}-угольника, пересекающихся в одной точке, не являющейся его вершиной или центром, равно:
{\displaystyle 2}, если {\displaystyle n} нечётно;
{\displaystyle 3}, если {\displaystyle n} чётно, но не делится на {\displaystyle 6};
{\displaystyle 5}, если {\displaystyle n} делится на {\displaystyle 6}, но не делится на {\displaystyle 30};
{\displaystyle 7}, если {\displaystyle n} делится на {\displaystyle 30}.
Существуют лишь три исключения: данное число равно {\displaystyle 0} в треугольнике, {\displaystyle 2} в шестиугольнике и {\displaystyle 4} в двенадцатиугольнике.
При чётном {\displaystyle n} в центре многоугольника пересекается {\displaystyle n/2} диагонали.
Введём функцию {\displaystyle \delta _{m}(n)}, равную {\displaystyle 1} в случае, если {\displaystyle n} делится на {\displaystyle m}, и равную {\displaystyle 0} в противном случае. Тогда количество точек пересечения диагоналей правильного {\displaystyle n}-угольника равно
{\displaystyle {\begin{array}{l}C_{n}^{4}+\left(-5n^{3}+45n^{2}-70n+24\right)/24\cdot \delta _{2}(n)-(3n/2)\cdot \delta _{4}(n)+\\+\left(-45n^{2}+262n\right)/6\cdot \delta _{6}(n)+42n\cdot \delta _{12}(n)+60n\cdot \delta _{18}(n)+\\+35n\cdot \delta _{24}(n)-38n\cdot \delta _{30}(n)-82n\cdot \delta _{42}(n)-330n\cdot \delta _{60}(n)-\\-144n\cdot \delta _{84}(n)-96n\cdot \delta _{90}(n)-144n\cdot \delta _{120}(n)-96n\cdot \delta _{210}(n)\end{array}}},
где {\displaystyle C_{n}^{4}} — число сочетаний из {\displaystyle n} по {\displaystyle 4}.
Количество частей, на которые правильный {\displaystyle n}-угольник делят его диагонали, равно:
{\displaystyle {\begin{array}{l}\left(n^{4}-6n^{3}+23n^{2}-42n+24\right)/24+\\+\left(-5n^{3}+42n^{2}-40n-48\right)/48\cdot \delta _{2}(n)-(3n/4)\cdot \delta _{4}(n)+\\+\left(-53n^{2}+310n\right)/12\cdot \delta _{6}(n)+(49n/2)\cdot \delta _{12}(n)+32n\cdot \delta _{18}(n)+\\+19n\cdot \delta _{24}(n)-36n\cdot \delta _{30}(n)-50n\cdot \delta _{42}(n)-190n\cdot \delta _{60}(n)-\\-78n\cdot \delta _{84}(n)-48n\cdot \delta _{90}(n)-78n\cdot \delta _{120}(n)-48n\cdot \delta _{210}(n)\end{array}}}.

## Применение
Правильными многоугольниками по определению являются грани правильных многогранников.
Древнегреческие математики (Антифонт, Брисон Гераклейский, Архимед и др.) использовали правильные многоугольники для вычисления числа π. Они вычисляли площади вписанных в окружность и описанных вокруг неё многоугольников, постепенно увеличивая число их сторон и получая таким образом оценку площади круга.

## История
Построение циркулем и линейкой правильного многоугольника с {\displaystyle n} сторонами оставалось проблемой для математиков вплоть до XIX века. Такое построение идентично разделению окружности на {\displaystyle n} равных частей, так как, соединив между собой точки, делящие окружность на части, можно получить искомый многоугольник.
Евклид в своих «Началах» занимался построением правильных многоугольников в книге IV, решая задачу для {\displaystyle n=3,4,5,6,15}. Кроме этого, он уже определил первый критерий построимости многоугольников: хотя этот критерий и не был озвучен в «Началах», древнегреческие математики умели построить многоугольник с {\displaystyle 2^{m}} сторонами (при целом {\displaystyle m>1}), имея уже построенный многоугольник с числом сторон {\displaystyle 2^{m-1}}: пользуясь умением разбиения дуги на две части, из двух полуокружностей мы строим квадрат, потом правильный восьмиугольник, правильный шестнадцатиугольник и так далее. Кроме этого, в той же книге Евклид указывает и второй критерий построимости: если известно, как строить многоугольники с {\displaystyle r} и {\displaystyle s} сторонами, и {\displaystyle r} и {\displaystyle s} взаимно простые, то можно построить и многоугольник с {\displaystyle r\cdot s} сторонами. Это достигается построением многоугольника с {\displaystyle s} сторонами и многоугольника с {\displaystyle r} сторонами так, чтобы они были вписаны в одну окружность и чтобы одна вершина у них была общей — в таком случае некоторые две вершины этих многоугольников будут являться соседними вершинами {\displaystyle rs}-угольника. Синтезируя эти два способа, можно прийти к выводу, что древние математики умели строить правильные многоугольники с {\displaystyle 2^{m}\cdot 3}, {\displaystyle 2^{m}\cdot 5} и {\displaystyle 2^{m}\cdot 3\cdot 5} сторонами при любом целом неотрицательном {\displaystyle m}.
Средневековая математика почти никак не продвинулась в этом вопросе. Лишь в 1796 году Карлу Фридриху Гауссу удалось доказать, что если число сторон правильного многоугольника равно простому числу Ферма, то его можно построить при помощи циркуля и линейки. На сегодняшний день известны только 5 простых чисел Ферма: {\displaystyle 3,5,17,257,65537}. Вопрос о существовании или отсутствии других таких чисел остаётся открытым. Гаусс, в частности, первым смог доказать возможность построения правильного {\displaystyle 17}-угольника, а под конец жизни завещал выбить его на своём надгробии.

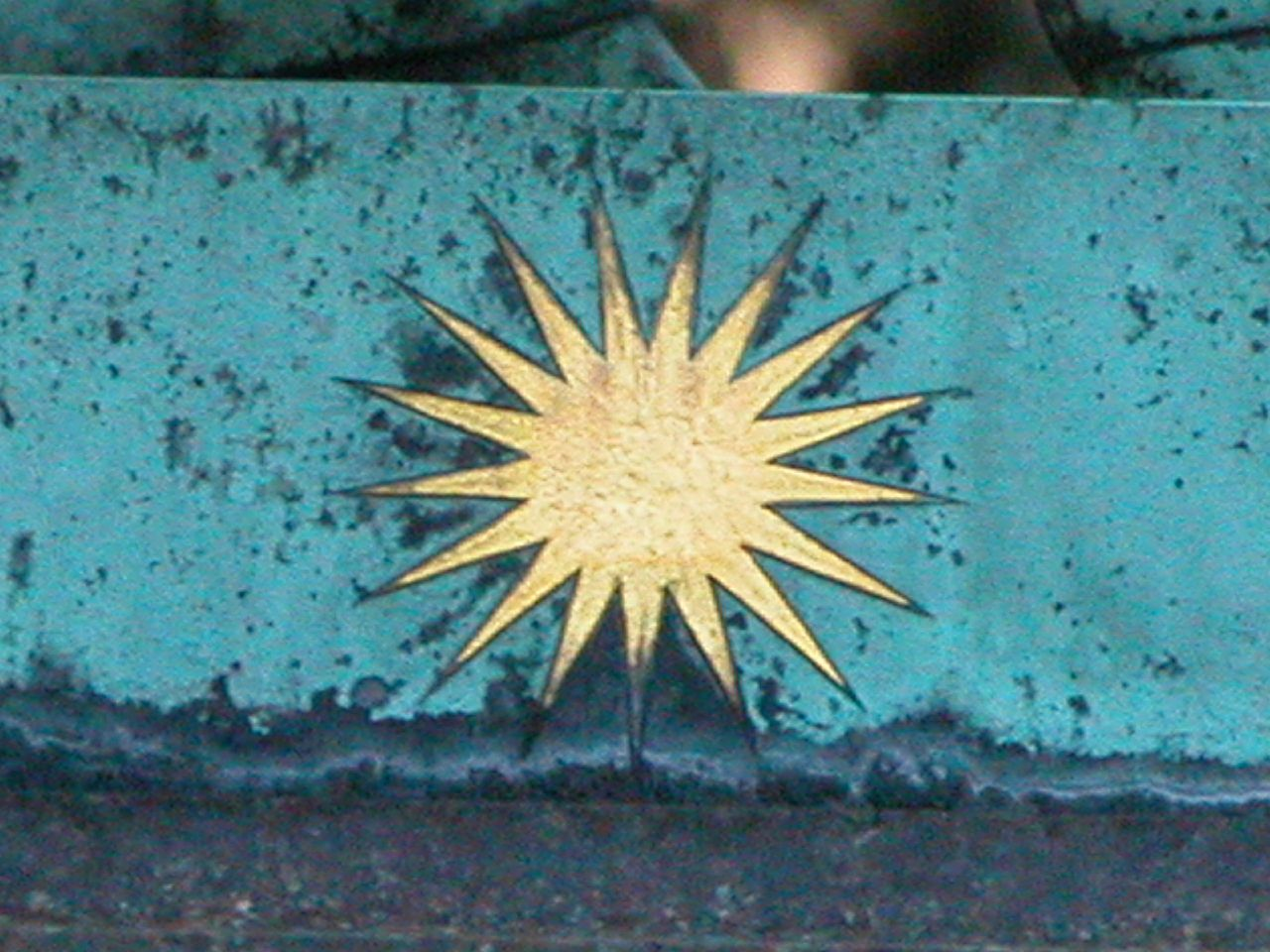
17-лучевая звезда на памятнике Гауссу работы Фрица Шапера в Брауншвейге

Из результата Гаусса сразу следует, что правильный многоугольник возможно построить с помощью циркуля и линейки, если число его сторон равно {\displaystyle 2^{k}{p_{1}}{p_{2}}\cdots {p_{s}}}, где {\displaystyle {k}} — целое неотрицательное число, а {\displaystyle {p_{j}}} — попарно различные простые числа Ферма. Гаусс подозревал, что это условие является не только достаточным, но и необходимым, но впервые это было доказано Пьером-Лораном Ванцелем в 1836 году. Общая теорема, совмещающая оба результата, называется Теоремой Гаусса — Ванцеля.
Последними результатами в области построения правильных многоугольников являются явные построения 17-, 257- и 65537-угольника. Первое было найдено Йоханнесом Эрхингером в 1825 году, второе — Фридрихом Юлиусом Ришело в 1832 году, а последнее — Иоганном Густавом Гермесом в 1894 году.